# Saccoloma moluccanum
Saccoloma moluccanum là một loài dương xỉ trong họ Saccolomataceae. Loài này được Mett., Kuhn mô tả khoa học đầu tiên..
Danh pháp khoa học của loài này chưa được làm sáng tỏ. 